# Comuna Buduslău, Bihor
Buduslău (în maghiară: Érbogyoszló) este o comună în județul Bihor, Crișana, România, formată din satele Albiș și Buduslău (reședința).

## Demografie
Componența etnică a comunei Buduslău
     Maghiari (81,82%)
     Romi (12,73%)
     Români (1,39%)
     Alte etnii (0,17%)
     Necunoscută (3,89%)
Componența confesională a comunei Buduslău
     Reformați (81,77%)
     Fără religie (4,56%)
     Romano-catolici (3,84%)
     Baptiști (3,28%)
     Ortodocși (1,33%)
     Alte religii (0,83%)
     Necunoscută (4,39%)
Conform recensământului efectuat în 2021, populația comunei Buduslău se ridică la 1.799 de locuitori, în scădere față de recensământul anterior din 2011, când fuseseră înregistrați 1.907 locuitori. Majoritatea locuitorilor sunt maghiari (81,82%), cu minorități de romi (12,73%) și români (1,39%), iar pentru 3,89% nu se cunoaște apartenența etnică. Din punct de vedere confesional, majoritatea locuitorilor sunt reformați (81,77%), cu minorități de fără religie (4,56%), romano-catolici (3,84%), baptiști (3,28%) și ortodocși (1,33%), iar pentru 4,39% nu se cunoaște apartenența confesională.

## Politică și administrație
Comuna Buduslău este administrată de un primar și un consiliu local compus din 11 consilieri. Primarul, István Kócza[*], de la Uniunea Democrată Maghiară din România, este în funcție din 2016. Începând cu alegerile locale din 2024, consiliul local are următoarea componență pe partide politice:
|  | Partid                                 | Consilieri | Componența Consiliului | Componența Consiliului | Componența Consiliului | Componența Consiliului | Componența Consiliului | Componența Consiliului | Componența Consiliului | Componența Consiliului | Componența Consiliului | Componența Consiliului |
|  | -------------------------------------- | ---------- | ---------------------- | ---------------------- | ---------------------- | ---------------------- | ---------------------- | ---------------------- | ---------------------- | ---------------------- | ---------------------- | ---------------------- |
|  | Uniunea Democrată Maghiară din România | 10         |                        |                        |                        |                        |                        |                        |                        |                        |                        |                        |
|  | Alianța Maghiară din Transilvania      | 1          |                        |                        |                        |                        |                        |                        |                        |                        |                        |                        |

## Personalități
- János Irinyi (1817 - 1895) - inventatorul chibritului cu fosfor și dioxid de plumb.